# Neil Ritchie
Sir Neil Methuen Ritchie (29 luglio 1897 – 11 dicembre 1983) è stato un generale dell'esercito inglese durante la seconda guerra mondiale.

## Biografia
La carriera militare di Ritchie ebbe inizio nel 1914, quando gli fu assegnato come ufficiale nel Black Watch. Durante la prima guerra mondiale ha prestato servizio in Francia e in Mesopotamia, campagna per la quale è stato insignito della Military Cross nel 1918, per "un ottimo esempio di freddezza, coraggio e totale disprezzo del pericolo ".
All'inizio della seconda guerra mondiale Ritchie era salito al rango di brigadiere, e venne coinvolto nella evacuazione di Dunkerque. Ricoprì in seguito incarichi per il personale dei generali Wavell, Brooke e Auchinleck e venne molto apprezzato da tutti. Fu Auchinleck ad affidargli il suo più alto comando, l'Ottava Armata, nel novembre 1941 nel momento più difficile della offensiva britannica in Cirenaica (Operazione Crusader).
Ritchie ebbe la sfortuna di avere il suo comando più importante durante le prime fasi della guerra, quando le fortune inglesi erano al loro punto più basso. L'Ottava Armata, in Nord Africa, era l'unica forza britannica in quel momento a combattere contro i tedeschi. Dopo alcuni successi contro gli italiani, gli inglesi furono respinti dopo l'arrivo dei Afrika Korps al comando di Rommel. Inizialmente concepito come un incarico temporaneo in attesa di un comandante adatto, l'incarico di Ritchie durò per oltre sei mesi. Era al comando della Ottava Armata nella Battaglia di Gazala nel maggio-giugno 1942, quando Ritchie non riuscì ad esercitare un forte controllo operativo sull'esercito e gli inglesi furono pesantemente sconfitti, perdendo il porto di Tobruk. Sarebbe stato destituito da Auchinleck il 25 giugno 1942 prima della prima battaglia di El Alamein. 

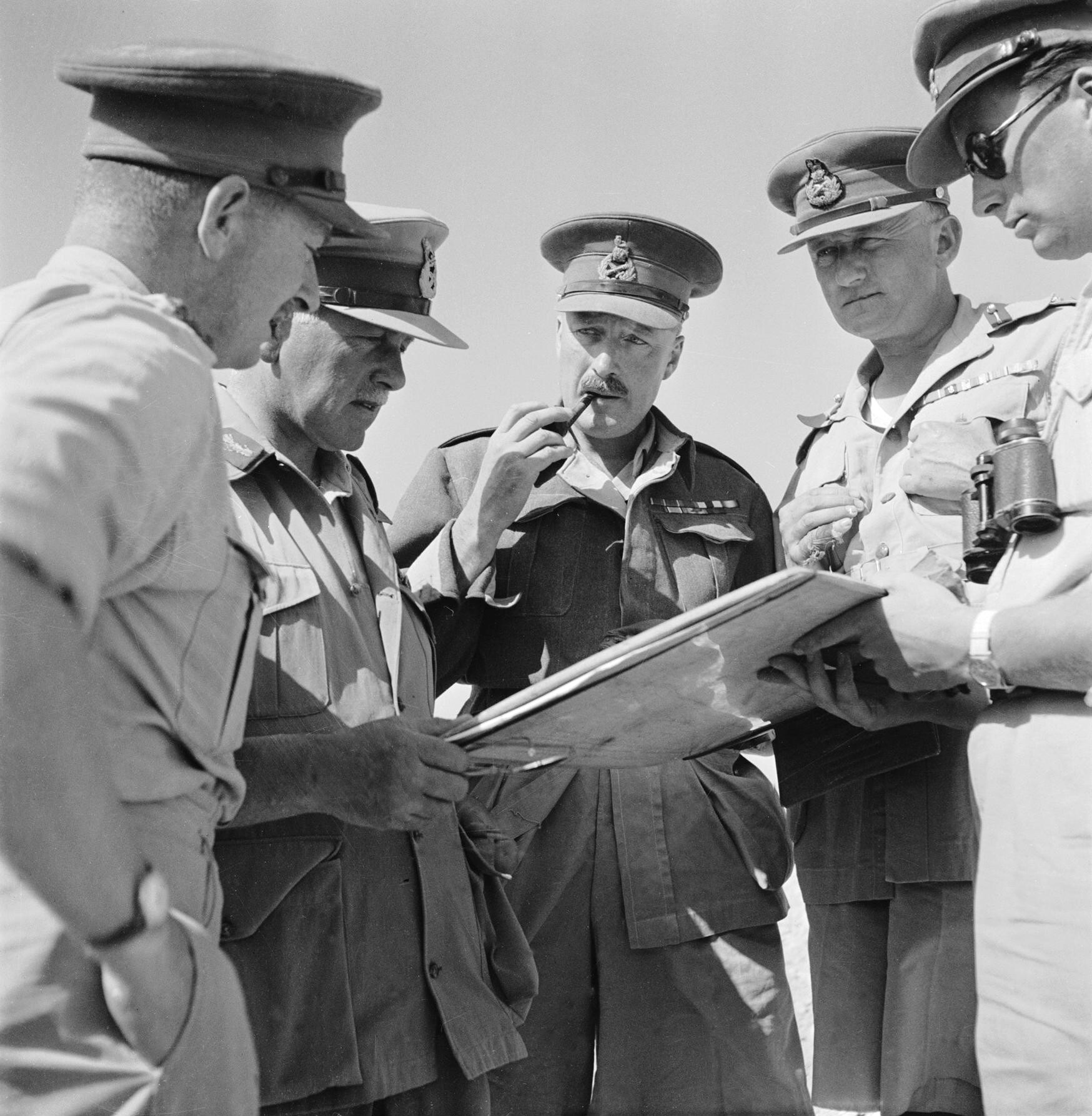
Ritchie (centro) insieme ad altri ufficiali (si riconoscono alla sua sinistra il generale William Gott, alla sua destra il generale Charles Willoughby Norrie) in Nord Africa.

Auchinleck è spesso visto come aver nominato Ritchie, un comandante relativamente giovane, al fine di consentire a lui stesso di rimanere in stretto contatto con la battaglia come Comandante in Capo del Medio-Oriente. Ritchie è stato fortemente criticato sia durante che dopo la guerra per la sua incapacità di fermare Rommel; da allora molti commentatori sono giunti alla sua difesa, in particolare Lord Carver.
Dopo essere stato sostituito come comandante dell'Ottava Armata, Ritchie fu nominato al comando della 52ª Divisione in Gran Bretagna e successivamente il XII Corpo durante lo sbarco in Normandia e la campagna in Europa, dove esercitò il suo incarico con competenza ed efficacia, incontrando la stima del suo comandante superiore, l'esigente generale Montgomery. Il fatto che Ritchie riacquistò un comando attivo in seguito al suo licenziamento, a differenza del suo predecessore nell'Ottava Armata Cunningham, riflette l'alta considerazione per lui del Capo di Stato Maggiore Generale Imperiale, generale Brooke.
Dopo la guerra Ritchie è rimasto nell'Esercito e nel 1947 servì come comandante in capo delle forze britanniche in Estremo Oriente, a partire dal dicembre 1948 come aiutante di campo del re e dal settembre 1950 come colonnello della Black Watch, il suo vecchio reggimento. A seguito del suo pensionamento, è emigrato in Canada e ha preso una posizione di presidente di una compagnia di assicurazioni. Morì all'età di 86 anni a Toronto.